# 2005年世界陸上競技選手権大会アイスランド選手団
2005年世界陸上競技選手権大会アイスランド選手団は、2005年8月6日から8月14日までフィンランドのヘルシンキで開催された第10回世界陸上競技選手権大会のアイスランド選手団。

## 選手団
- 人員: 選手 1人

## 選手名簿・結果
| 選手                               | 種目       | 予選  | 予選 | 決勝     | 決勝     |
| 選手                               | 種目       | 結果  | 順位 | 結果     | 順位     |
| ---------------------------------- | ---------- | ----- | ---- | -------- | -------- |
| トウレイ・エッダ・エリスドッティル | 女子棒高跳 | 4.15m | 17位 | 予選敗退 | 予選敗退 |